# Plamen Krastev
Pour les articles homonymes, voir Krastev.
Plamen Petrov Krastev (en bulgare : Пламен Кръстев, né le 18 novembre 1958 à Gorni Bogrov) est un athlète bulgare spécialiste du 110 mètres haies. Il participe aux Jeux olympiques de 1980 mais est éliminé en demi-finales

## Biographie

### Palmarès
| Date | Compétition           | Lieu         | Résultat | Épreuve    | Performance |
| ---- | --------------------- | ------------ | -------- | ---------- | ----------- |
| 1980 | Championnats d'Europe | Sindelfingen | 4e       | 60 m haies | 7 s 79      |
| 1981 | Championnats d'Europe | Grenoble     | 4e       | 50 m haies | 6 s 62      |
| 1982 | Championnats d'Europe | Milan        | 2e       | 60 m haies | 7 s 74      |

### Records
| Épreuve          | Performance | Lieu    | Date            |
| ---------------- | ----------- | ------- | --------------- |
| 100 mètres haies | 13 s 46     | Athènes | 10 juillet 1984 |